# 조아섕 뒤 벨레

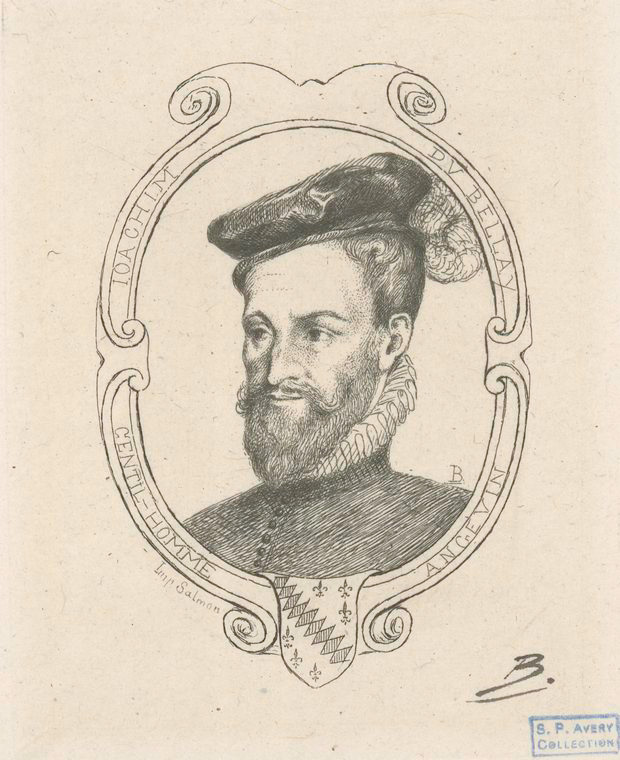

조아섕 뒤 벨레(프랑스어: Joachim du Bellay, 프랑스어 발음: [ʒɔaʃɛ̃ dy bɛlɛ], 1522년 경 ~ 1560년 1월 1일)는 프랑스의 시인이다.
앙주 근교의 리레(Liré) 출생. 피에르 드 롱사르 등과 함께 플레야드 시파를 결성하여 프랑스 시의 혁신을 꾀하였다. 이 파의 선언서 <프랑스어의 옹호와 현양>을 썼고 이어 페트라르카풍(風)의 소네트 <올리브>(1549)를 저작한 뒤에 종형(從兄)을 따라 로마에 갔다. 그러나 환멸과 회한만을 간직한 채 귀국하여 빈곤 속에서 세상을 떴다. 만년의 <애석(哀惜)시집>(1558)은 개성적인 감동과 애수에 찬 걸작이며 근대서정시의 선구라 할 만하다.